# Gustav & Erich
Gustav & Erich (gelegentlich auch Gustav und Erich) waren ein populäres Sketch-Duo der Herkuleskeule in Dresden. Das Duo bestand aus Hans Glauche (1928–1981, „Gustav“) und Friedrich „Fritz“ Ehlert (1935–1984, „Erich“). Sketche um Gustav & Erich gehörten während der DDR-Zeit zu den prägenden Werken der Herkuleskeule und beide zu populären Figuren des DDR-Kabaretts.

## Geschichte
Hans Glauche war 1961 zur Dresdner Herkuleskeule gekommen: Hier trat er sowohl solo auf sowie im Duo „Gustav & Erich“. Sein Sketchpartner Fritz Ehlert wiederum war nach dem Schauspielstudium in Weimar und verschiedenen Theaterengagements im August 1967 an der Herkuleskeule engagiert worden.
Die Sketche von Gustav & Erich nahmen den Alltag des kleinen Mannes im Sozialismus der DDR aufs Korn, wie ebenso auf die Schippe. In ihren Sketchen trafen sich die beiden Gesprächspartner zumeist an einem Steh-Biertisch, Requisite waren „ein Bier“ (ein Hopfenblütentee, wie der dicke Erich häufig formulierte) und eine Zigarette. Der kleine, schmächtige Gustav begrüßte seinen großen, dicken Gesprächspartner dabei stets mit den Worten, „Mei Erich“, auf die Erich meist mit „Mei Gustav“ antwortete. Die Ursprünge der Sketchform liegen dabei beim Biertischsketch Mei Otto un mei Richard der Berliner Spottgemeinschaft, der jedoch erst in der Version um Mei Erich un mei Gustav „Triumphe feierte“.
„Gustav & Erich“, die zwar formal dem Typus „Weißclown (Erich) und dummer August (Gustav)“ zuzuordnen sind, philosophierten während ihrer Sketche stets auf gleicher Augenhöhe über an sich alltägliche Geschehnisse. Das zeigte sich daran, dass der dicke „Erich“ immer den Einleitungssatz bekam, der in der Regel lautete: „Wo bloß mei Freind Gustav heute widdr bleibt.“ („Wo bloß mein Freund Gustav heute wieder bleibt“) und damit eine gleiche Augenhöhe beider herstellte: Typische Phrasen des DDR-Sozialismus wurden in der Folge nunmehr auf das tägliche Leben des Normalbürgers projiziert. Hierbei zeigte sich zwar immer, dass die großen, vollmundigen Phrasen der Führung der DDR an dem Leben, den Problemen und den Nöten der Menschen vorbeigingen. Diese Präsentation geschah aber auf eine so subtile Weise, dass die Texte regelmäßig die Zensur passierten: Als Beispiel der Text von „Gustav“: „Bei uns kann ja jetzt jeder werden, was er will. Ob er will oder nicht.“ aus dem Sketch „Das Hausbuch“. In der Bühnenfassung macht allein die eingeschobene Kunstpause zwischen beiden Sätzen deutlich, dass es nicht um eine SED-Phrase ging: Das Geschehen zwischen zwei Personen an einem „Biertisch“ hebelte das aus.
Gustav, der kleine, naive Mann mit Hang zum Stottern, zeigte hier stets Bauernschläue, Erich versuchte, in seinen Texten die „verordneten Termini“ gegenzusetzen: Es entstand daraus ein Dialog (am Biertisch, der stets Requisit war). Er sprach stets im obersächsischen Dialekt, sein Partner bemühte sich um hochdeutsche Betonung, ohne das Obersächsische verleugnen zu wollen. „Erich“ (Fritz Ehlert) war in allen Sketchen stets – entgegen dem Typus des „Weißclowns“ – eine sympathische und (damals) alltäglich erlebbare Figur. Dass mit „Nu, mei Erich“ auch eine Anspielung auf Erich Honecker vorlag, wurde in den 1970er Jahren auch im Volksmund genutzt.
Besonderheit war aber auch, dass Hans Glauche („Gustav“) häufig als Antwort: „Nu dloahr“ (im breitesten Obersächsisch) gebrauchte. Dies ist aber eine ganz spezifische Metapher, die im Obersächsischen beides bedeuten kann: Es sei wirklich „alles klar“ (verständlich, abgesprochen, eben „Ja, klar“) und/oder gleichzeitig, dass alles gänzlich „unklar“ ist und man beruhigt nur „den Gegenüber“, dass er Recht habe – woraus viele unerwartete Pointen entstanden, die beim Lesen eines Textes eben verborgen blieben (und demzufolge der Zensur entgingen, und selbst heute sind die veröffentlichten Texte ausgesprochen statisch, vergleicht man sie mit verfügbaren Aufnahmen). Auch bei den Auftritten war dann wenig zu beanstanden: Das DDR-Publikum auch außerhalb Dresdens verstand diese „Doppelbödigkeit“ (heißt, zwischen den Zeilen war mehr zu hören, als im eigentlichen Text selbst zu lesen).
Das Duo Gustav & Erich trat auch außerhalb der Herkuleskeule „in etlichen Unterhaltungssendungen des DDR-Funks [auf], der doch sonst so strenge Abstinenz übte bei allem, was irgendwie nach Satire roch.“ Unter anderem war das Duo in der populären Fernsehsendung Ein Kessel Buntes sowie in Reiner Süß’ Da liegt Musike drin zu Gast. Sketche der beiden wurden auf mehreren Schallplatten veröffentlicht, darunter auf Lach mit (1976), Keulenspiegeleien (1978) und Unsere Menschen sind nicht so (1985).
Es entwickelten sich Witze um Gustav und Erich, deren Sketch-Stil zudem bis in die Gegenwart während der Karnevalszeit für die Besprechung aktueller Themen aufgegriffen wird.

## Diskografie
- Lach mit! – Deutsche Schallplatten, Berlin 1976
- Keulenspiegeleien – Deutsche Schallplatten, Berlin 1978
- Unsere Menschen sind nicht so – Deutsche Schallplatten, Berlin 1985
- Humorkaleidoskop – Deutsche Schallplatten, Berlin 1985
- Typisch mier Sachsen, Folge 2 (Das Beste aus Sachsen) – B.T.M. 1999 (CD)
- 40 Jahre Herkuleskeule – Heileids – AMI, Dresden 2000 (CD)